# Grupo JCA
O Grupo JCA é uma holding brasileira formada por empresas de transporte rodoviário de passageiros, cargas e turismo, fundado pelo empresário Jelson da Costa Antunes, com sede na cidade de Niterói, Rio de Janeiro.
Pertencem ao grupo empresas como a Auto Viação 1001, Viação Cometa, Auto Viação Catarinense, Rápido Ribeirão Preto, Rápido Macaense, Expresso do Sul, entre outras.

## História
O grupo JCA tem sua origem quando Jelson Antunes, após atuar como aprendiz de eletricista a cobrador, de motorista a gerente, resolveu comprar seu primeiro ônibus, em sociedade com um irmão, que foi reformado por ele mesmo e agregado à frota da Viação Niterói.
Resolveu desfazer a sociedade com o irmão em 1949 e se transferiu para Macaé, comprando a Viação Líder, com apenas um único ônibus, atuando na linha entre Macaé e Quissamã, no interior do Estado do Rio de Janeiro. Continuou prosperando até ter quatro ônibus, mas decidiu vender a primeira empresa e comprar a Viação Niterói, da qual havia sido agregado.
Em 1948, foi fundada a Auto Viação 1001, a qual foi comprada por Jelson Antunes em 1968 quando era considerada a terceira maior empresa rodoviária do estado do Rio de Janeiro. Logo após a compra, as outras cinco empresas de Antunes — Auto Viação São José, Expresso Rio Bonito, Expresso Itaboraí e Vispan (Viação São Paulo-Niterói) — foram fundidas com a 1001.
O empresário já possuía outras empresas e, em 1991, decide reestruturá-las, criando uma holding com o nome que usa as iniciais dos seguintes nomes: Jelson (seu próprio), Carlos (seu filho) e Amaury (seu genro), ao mesmo tempo que a sigla coincide com suas próprias iniciais. A nova empresa surgiu a fim de facilitar e centralizar a gestão de seus negócios, notadamente, as seis empresas que o grupo possuía até então.
Em 1995, adquiriu a Auto Viação Catarinense e em dezembro de 2001, o grupo adquire a Viação Cometa, uma das maiores e mais famosas empresas de ônibus do país, além de ser admirada por Antunes, o qual sempre acalentou o desejo de ter uma empresa com igual padrão de qualidade e, apesar de conseguir até mais de uma, resolveu comprar a própria Cometa assim que surgiu a oportunidade.
Em 30 julho de 2006, Jelson Antunes sofreu um acidente de carro na Rodovia Niterói-Manilha. Após socorrido e medicado em Itaboraí, teve alta, mas voltou a sentir dores no dia seguinte e foi internado no Hospital Santa Cruz, Niterói, sendo submetido a uma cirurgia devido a uma perfuração no baço, não resistindo à hemorragia interna, falecendo às 20h00 do dia seguinte.
No final do ano de 2016, comprou a Expresso Kaiowa, que pertencia ao Grupo Comporte e extinguiu a marca, ficando apenas com as suas linhas, que foram repassadas para a Catarinense.
O Grupo JCA é um dos maiores grupos de empresas de transporte rodoviário de passageiros do Brasil a faturar mais de de 1,23 bilhão de reais, possuindo uma frota de 2.800 ônibus, mais de 9,3 mil funcionários, e participação nas barcas operando entre o Rio de Janeiro e Niterói, transportando mais de 91 milhões de passageiros anualmente, com mais de 422 cidades atendidas nos estados do Rio de Janeiro, Espírito Santo, Minas Gerais, São Paulo, Paraná, Santa Catarina e Rio Grande do Sul).

## Empresas do grupo
- Auto Viação 1001[2]
- Viação Cometa
- Auto Viação Catarinense
- Rápido Macaense
- Expresso do Sul
- Rápido Ribeirão Preto
- Wemobi
- Opção Turismo
- SIT - Sistema Integrado de Transporte Macaé
- Buslog Encomendas
- Instituto JCA